# Me or You?
«Me or You?» — пісня і сингл, пост-панк-гурту Killing Joke, що вийшли у жовтні 1983 року. Ця пісня вийшла як окремий самостійний сингл, не входить ні в один студійний альбом гурту, пісня досягнула 57-го, місця в UK Singles Chart.

## Чарти
| Чарт (1983)      | Peak Position |
| ---------------- | ------------- |
| UK Singles Chart | 57            |